# Gottlieb Grabenhofer
Gottlieb Grabenhofer (* 19. Februar 1872 in Unterschützen; † 17. August 1945 ebenda) war ein österreichischer Landwirt und Politiker (Landbund). Göltl war verheiratet, Landesrat in der Burgenländischen Landesregierung sowie Abgeordneter zum Nationalrat.
Grabenhofer wurde als Sohn des Landwirts Gottlieb Grabenhofer aus Unterschützen geboren. Er war nach der Volksschule als Landwirt tätig und politisch in zahlreichen Gremien aktiv. Er war von 1896 bis 1906 Bürgermeister und im Anschluss bis 1928 Gemeinderat. Zwischen 1922 und 1933 fungierte er zudem als Bezirksobmann des Bauernbundes und war zwischen 1927 und 1936 Zweiter Präsident der Burgenländischen Landwirtschaftskammer. Grabenhofer war zwischen 1924 und 1932 Mitglied des Landesparteivorstandes des Landbundes und hatte zwischen 1926 und 1927 sowie zwischen 1931 und 1932 das Amt des Obmanns des Landbundes inne. Des Weiteren war er von 1934 bis 1938 Landesführer-Stellvertreter des Bauernbundes und verhinderte den korporativen Beitritt der Landbündler zur NSDAP.
Grabenhofer rückte am 2. August 1927 als Landesrat für Josef Pomper in die Landesregierung Rauhofer II nach und gehörte in der Folge auch den Landesregierungen Schreiner I und Thullner an, bevor er am 16. Dezember 1929 das Amt niederlegte. Grabenhofer rückte am 23. August 1932 für Johann Schober in den Nationalrat nach, dem er bis zum 2. Mai 1934 angehörte. Danach war Grabenhofer zwischen dem 11. November 1934 und dem 12. März 1938 Abgeordneter zum Burgenländischen Landtag.